# Trichothyriopsis juruana
Trichothyriopsis juruana är en svampart som beskrevs av Theiss. 1919. Trichothyriopsis juruana ingår i släktet Trichothyriopsis och familjen Microthyriaceae.   Inga underarter finns listade i Catalogue of Life.